# GJ 1128
GJ 1128 is een rode dwerg met een spectraalklasse van M4.V. De ster bevindt zich 21,21 lichtjaar van de zon.